# James Craig Annan
James Craig Annan (8 mars 1864 - 5 juin 1946) est un photographe pionnier d'origine écossaise et membre honoraire de la Royal Photographic Society.

## Jeunesse et éducation
Deuxième fils du photographe Thomas Annan, James Craig Annan est né à Hamilton, dans le South Lanarkshire, en Écosse, le 8 mars 1864. Il fait ses études à la Hamilton Academy avant d'étudier la chimie et la philosophie naturelle au Anderson's College de Glasgow qui devient en 1964, l'Université de Strathclyde).
Annan rejoint par la suite l'entreprise photographique de sa famille, T. & R. Annan and Sons de Glasgow, Hamilton et Édimbourg, et en 1883 se rend à Vienne pour apprendre le processus de photogravure de l'inventeur Karel Klíč. Il introduit le processus de photogravure en Grande-Bretagne et T. & R. Annan, ayant acquis les droits du titulaire du brevet britannique, devient la principale entreprise britannique d'impression photographique par gravure,.
En 1891, Annan est élu membre du Glasgow Art Club en tant qu '«artiste photographe». En 1893, il expose son propre travail de photogravure au Salon photographique de 1893, à la suite de quoi il est, en 1894, élu membre de The Linked Ring, un groupe international de photographes d'art. The Linked Ring (également connu sous le nom de "The Brotherhood of the Linked Ring") est une société photographique créée pour proposer et défendre que la photographie est tout autant un art qu'une science. Il donne également des conférences à l'Edinburgh Photographic Society, sur les arts de la gravure (décembre 1901) et la photographie comme moyen d'expression artistique (mai 1910) . En 1900, la Royal Photographic Society invite Annan à monter une exposition personnelle, la première d'une série de telles expositions dans les nouvelles salles d'exposition de la Société sur Russell Square, à Londres, et il reçoit ensuite le titre de membre honoraire de la Société.

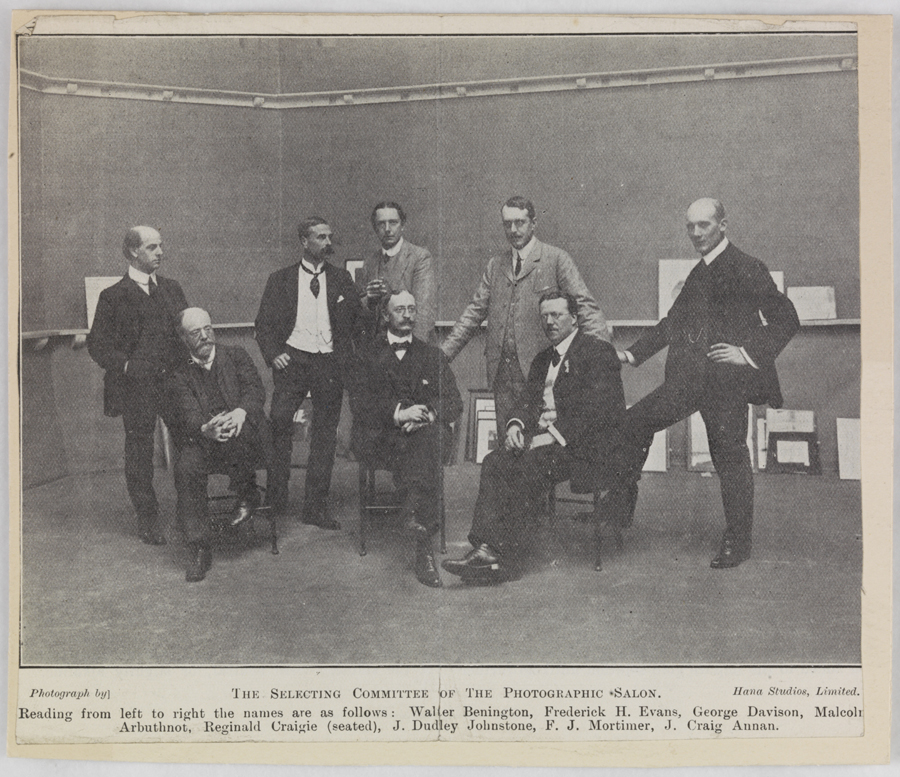
Le Comité de Sélection du Salon Photographique de l'Anneau Lié (8386802526)

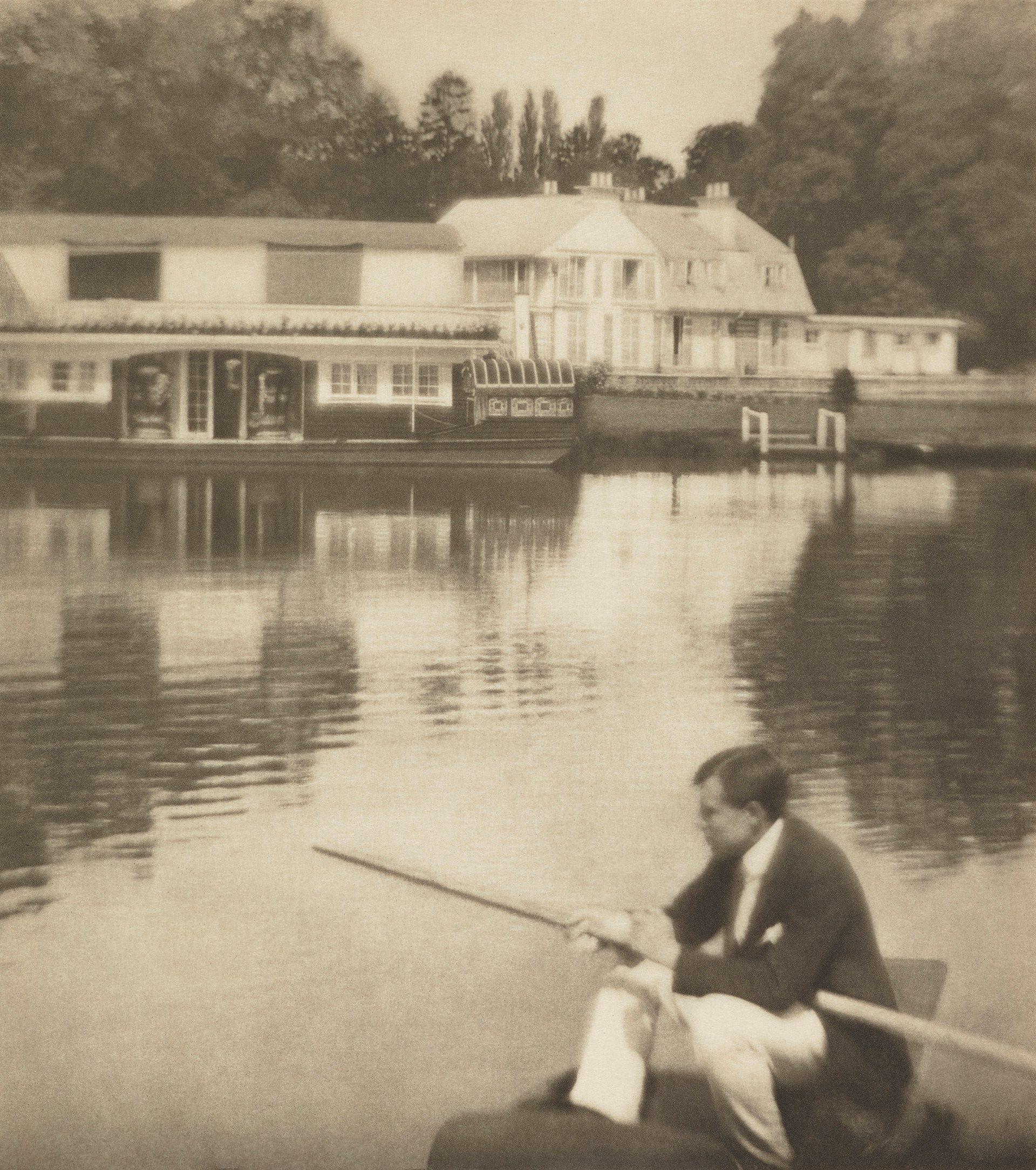
La Maison Blanche de Camera Work

Il expose ensuite à l'exposition internationale de Glasgow de 1901, au Salon de Paris, à l'exposition internationale de photographie picturale de 1910 à la galerie d'art Albright-Knox à Buffalo, New York et en 1904, la Commission royale pour l'exposition universelle de Saint Louis choisit Annan et William Abney pour représenter la Grande-Bretagne au jury international de photographie.
Annan influence le développement de la photographie en Amérique du Nord en faisant exposer son travail aux galeries photo-sécession d'Alfred Stieglitz à New York, et en étant présenté dans le périodique photographique américain Camera Notes, publié par le Camera Club de New York de 1897 à 1903 et dont Stieglitz est rédacteur en chef, et présenté (1905,1909, 1912) dans la revue photographique trimestrielle Camera Work (publiée par Stieglitz à New York entre 1903 et 1917),. Le studio photographique d'Annan produit de nombreuses photogravures présentées dans Camera Work.
James Craig Annan meurt à Lenzie, près de Glasgow, le 5 juin 1946.